# 모트 문제
모트 문제(영어: Mott problem)는 양자역학 이론에 대한 상징적인 과제이다. 구형 대칭을 띠는 파동 함수 예측이 어떻게 안개 상자에서 보이는 선형 궤적으로 이어지는가에 대한 문제이다.:119ff 이 문제는 1927년 알베르트 아인슈타인과 막스 보른에 의해 처음 정립되었고, 1929년 네빌 프랜시스 모트(Nevill Francis Mott)에 의해 해결되었다. 모트의 해결책은 파동 함수 붕괴가 아닌 파동 방정식을 사용했다는 점에서 주목할 만하며, 이는 현재 결어긋남 이론이라고 불리는 것의 가장 초기 사례로 여겨진다.

## 구형파, 입자 궤적
나중에 모트와 관련이 깊어진 이 문제는 방사성 원자핵의 붕괴에서 방출되는 알파선과 관련된 구형 파동 함수에 관한 것이다. 직관적으로는 이러한 파동 함수가 안개 상자 전체에 무작위로 원자를 이온화시킬 것이라고 생각할 수 있지만, 실제로는 그렇지 않다. 이러한 붕괴의 결과는 항상 윌슨의 안개 상자에서 보이는 선형 궤적으로 관찰된다. 이론에 의해 예측된 원래의 구형파가 주어졌을 때 궤적의 기원은 물리적 설명을 필요로 하는 문제이다.

구형파

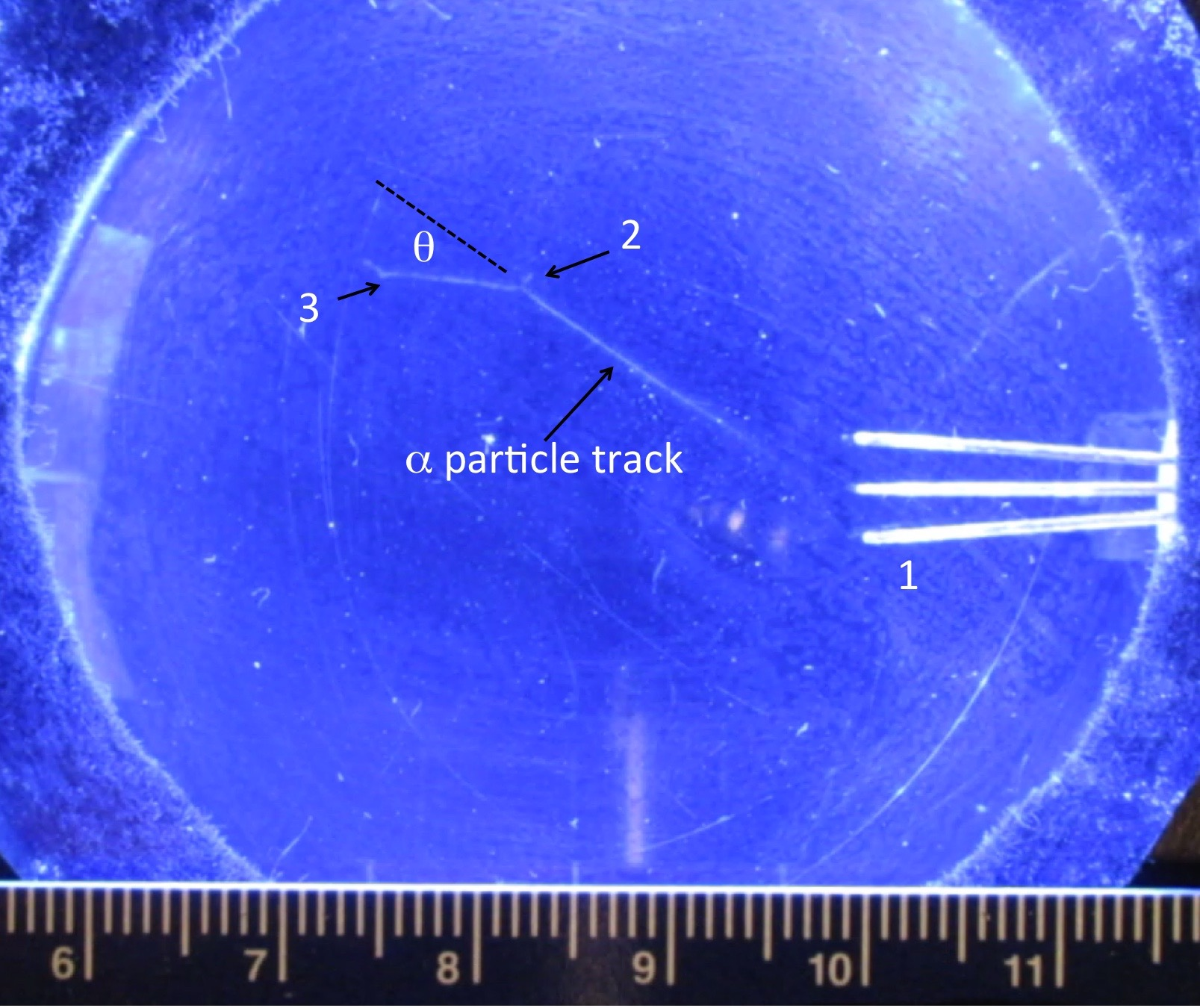
안개 상자 내 알파 입자 궤적

실제로 입자 충돌기에서 수행되는 실험과 같은 거의 모든 고에너지 물리 실험은 본질적으로 구형인 파동 함수를 포함한다. 그러나 입자 충돌의 결과가 감지될 때, 그것들은 항상 선형 궤적의 형태로 나타난다(예를 들어, 거품 상자에 대한 기사와 함께 제공되는 삽화를 참조). 구형 대칭 파동 함수가 직선 궤적으로 관찰되어야 한다는 것은 다소 이상하게 들리지만, 모든 입자 충돌기 실험에서 매일 일어나는 일이다.

## 역사
알파 입자 궤적 문제는 1927년 제5차 솔베이 회의에서 논의되었다.:160 막스 보른은 이 문제를 알베르트 아인슈타인이 지적한 문제로 묘사하며 "현상의 입자적 특성이 파동으로 표현되는 것과 어떻게 조화를 이룰 수 있는가?"라고 물었다. 보른은 1927년 5월에 도입된 하이젠베르크의 "확률 파동 묶음의 축소", 즉 현재 파동 함수 붕괴라고 불리는 것으로 답한다. 보른은 안개 상자 궤적의 각 물방울이 물방울 바로 근처에서 파동의 축소에 해당한다고 말한다. 그는 볼프강 파울리의 제안으로 알파 방출체와 두 원자 모두가 같은 상태에 있고 파동 함수 붕괴 없이 해결하는 방법도 논의하지만, 짧은 논의 이상으로 이 아이디어를 추구하지는 않는다.:220
베르너 하이젠베르크는 1930년 자신의 영향력 있는 저서에서 이 문제를 질적으로 상세하게 분석했다. 그는 각 상호작용에서 파동 함수 붕괴가 일어나는 경우와 최종 장치에서만 파동 함수 붕괴가 일어나는 두 가지 경우를 고려하며, 이들이 동등하다는 결론을 내린다.:221
1929년 찰스 갈튼 다윈(Charles Galton Darwin)은 파동 함수 붕괴를 사용하지 않고 이 문제를 분석했다. 그는 올바른 접근 방식은 파동 함수를 연구 대상 시스템(알파 입자)과 그것이 상호작용하는 환경(안개 상자의 원자)으로 구성된 것으로 보는 것을 필요로 한다고 말한다. 간단한 구형파로 시작하여 각 충돌은 더 많은 좌표와 증가하는 복잡성을 가진 파동 함수를 포함한다. 그의 모델은 현대 양자 결어긋남 이론의 전략과 일치한다.:224
1960년대의 레닝거 음성 결과 실험은 파동 함수 붕괴와 관련된 역설 중 하나를 더욱 명확히 하기 위한 모트 문제의 개선된 형태이다.

## 모트의 분석
네빌 모트(Nevill Mott)는 다윈의 논문을 명시적으로 인용하며 다윈이 중단했던 부분에서 논의를 이어간다.

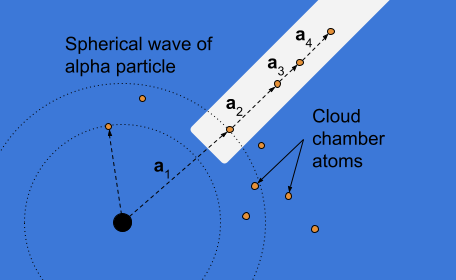
안개 상자에서 알파 입자가 거품을 여기시키는 네빌 모트 모델의 개략도

모트의 목표는 구형파로 여기될 때 왜 선형 궤적을 만드는지 이해하기 위해 안개 상자의 여러 원자를 여기시키는 확률을 계산하는 것이다. 모트는 알파 입자에 대한 구형파와 수소 원자로 모델링된 두 개의 대표적인 안개 상자 원자로 시작한다. 방출체(도표의 검은 점, 모트의 처리에서는 원점으로 간주됨)와 두 원자( {\displaystyle \mathbf {a_{1}} } 및 {\displaystyle \mathbf {a_{2}} }의 주황색 점)의 상대적 위치는 궤적 계산 중에 고정된다. 이는 알파 입자의 속도가 기체 원자의 열 운동보다 훨씬 크다고 가정함을 의미한다. 이 상대 좌표는 해의 매개변수이므로 다양한 위치에 대한 여기 강도를 비교할 수 있다. 수소 원자는 안개 상자 기체를 구성하는 어떤 원자든 대신할 수 있다.
원자의 고정된 위치가 주어졌을 때, 모트는 그 원자들의 전자를 여기시키는 것을 계산한다. 방출체와 수소 원자가 서로 가깝지 않다고 가정함으로써 모트는 시스템의 3체 상태의 시간에 독립적인 부분 {\displaystyle F}를 수소 원자 고유함수 {\displaystyle \psi _{j}}의 곱의 합으로 나타낸다.
{\displaystyle F(\mathbf {R} ,\mathbf {r_{1}} ,\mathbf {r_{2}} )=\sum _{{j_{1}},{j_{2}}}f_{j_{1}j_{2}}(\mathbf {R} )\psi _{j_{1}}^{I}(\mathbf {r_{1}} -\mathbf {a_{1}} )\psi _{j_{2}}^{II}(\mathbf {r_{2}} -\mathbf {a_{2}} )}
여기서 {\displaystyle \mathbf {R} }은 알파 입자의 위치, {\displaystyle \mathbf {r_{1}} ,\mathbf {r_{2}} }는 수소 원자 전자의 위치이며, 합은 원자 I과 II의 들뜬 상태에 대해 이루어진다. 확장 인자 {\displaystyle f_{j_{1}j_{2}}(\mathbf {R} )}는 원자 I이 {\displaystyle j_{1}} 상태로 여기되고 원자 II가 {\displaystyle j_{2}} 상태로 여기되었을 때, {\displaystyle \mathbf {R} } 근처의 알파 입자에 대한 조건부 확률이라는 물리적 해석을 갖는다.
확장 인자를 풀기 위해 모트는 보른 근사, 즉 입사 파동이 산란에 의해 크게 변하지 않을 때 잘 작동하는 산란에 대한 섭동 이론의 한 형태를 사용했다. 결과적으로, 모트는 알파 입자가 안개 상자를 통과하면서 여기시키는 원자들을 거의 감지하지 못한다고 가정하고 있다.
모트는 첫 번째 원자가 여기되고 두 번째 원자는 바닥 상태에 있을 때 산란된 알파 입자 파동을 설명하는 인자 {\displaystyle f_{j_{1}0}(\mathbf {R} )}의 공간적 특성을 분석한다. 그는 이 인자가 방출체에서 첫 번째 원자까지의 선(다이어그램에서 {\displaystyle \mathbf {a} _{1}}을 따라)을 따라 강하게 봉우리를 이룬다는 것을 보여준다.
모트는 두 원자가 모두 여기될 확률이 하나의 원자가 여기될 확률 {\displaystyle f_{j_{1}0}(\mathbf {R} )}과 다른 원자의 전자 전위의 공간적 확장 곱에 의존한다는 것을 보여준다. 두 원자 모두는 동선상 배열에서만 여기된다.
모트는 배치 공간에서 상호작용을 고려함으로써, 즉 안개 상자의 모든 원자가 역할을 하는 경우, 안개 상자의 모든 응축된 물방울이 동일한 직선에 가까이 놓일 가능성이 압도적으로 높다는 것을 입증했다. 유진 위그너는 양자 측정에 대한 그의 연구에서 모트의 배치 공간에 대한 통찰력을 양자역학의 중요한 측면으로 인용한다. 즉, 배치 공간 접근 방식은 원자의 선과 같은 공간적 상관관계를 양자역학의 구조에 통합할 수 있게 한다. 불확실한 것은 파동 묶음이 어떤 직선으로 축소될지이며, 직선 궤적의 확률 분포는 구형 대칭이다.

## 현대적 적용
에리히 요스(Erich Joos)와 H. 디터 제흐는 양자 결어긋남 이론의 첫 번째 구체적인 모델에서 모트의 모델을 채택한다. 모트의 분석은 현대 결어긋남 이론보다 앞서지만, 그 접근 방식에 완벽하게 부합한다. 브라이스 디윗은 모트의 분석에서 알파 입자와 전자 사이의 엄청난 질량 차이를 더 무거운 시스템인 알파 입자의 상태 결어긋남의 특징으로 지적한다.:195
현대에는 모트 문제가 때때로 천체물리학 및 우주론의 맥락에서 이론적으로 고려된다. 이 분야에서는 대폭발 또는 다른 천체물리학적 현상으로부터의 파동 함수의 진화를 고려한다.

## 같이 보기
- 알파 입자
- 양자역학의 역사
- 양자 상태 공간
- 산란 진폭
- 궤적